# نبی در
نبی در یک روستا در ایران است که در دهستان پل دو آب واقع شده‌است. نبی در ۱۱۸ نفر جمعیت دارد.